# Notte Rock
La Notte Rock (укр. "Нічний Рок") — музична телепрограма з двох серій, яку створив Адріано Челентано. Її показ відбувся 5 листопада 1991 року на каналі Rai Uno.

## Про передачу
Передача вийшла для підтримки нового на той час альбому Il re degli ignoranti.
Протягом передачі Челентано виконував пісні під живу музику та відповідав на запитання молодих людей, які приїхали до студії з Мілана і його передмість. У рамках даної передачі були показані два музичні відеокліпи на пісні з альбому Il re degli ignoranti.
Випустивши цю передачу, Челентано повернувся до творчої діяльності після чотирирічного затишшя.

## Пісні виконані у передачі
- Fuoco
- Letto di foglie
- Rip it up
- Ciao ti diro
- Mondo in MI 7A
- Il re degli ignoranti
- L'uomo di Bagdad il cow-boy e lo zar
- Storia d'amore
- La terza guerra mondiale
- Fuoco
- Blueberry hill